# Сульфид гексатитана
Сульфи́д гексатита́на — бинарное неорганическое соединение
титана и серы
с формулой Ti6S,
кристаллы.

## Получение
- Длительный отжиг стехиометрической смеси чистых веществ:

{\displaystyle {\mathsf {6Ti+S\ {\xrightarrow {T}}\ Ti_{6}S}}}

## Физические свойства
Сульфид гексатитана образует кристаллы
гексагональной сингонии, параметры ячейки a = 0,2967 нм, c = 1,450 нм, Z = 1
.
Соединение образуется по перитектоидной реакции при температуре ≈925 °C.